# 金沢ケーブル
金沢ケーブル株式会社（かなざわケーブル）は、石川県金沢市に本社を置くケーブルテレビ局である。
2019年（平成31年）1月1日に、会社名を金沢ケーブルテレビネット株式会社（かなざわケーブルテレビネット）から変更した。旧略称はKCT、金沢CATV（2015年から2018年12月31日まで使用）。北國新聞社の関連企業のひとつでもある。

## 歴史
- 1990年（平成2年）10月1日：北國新聞社、石川テレビ放送、北陸放送、金沢市などの出資により、金沢ケーブルテレビ放送株式会社（かなざわケーブルテレビほうそう）が設立[1]。
- 1992年（平成4年）10月1日：開局[2]、金沢市の一部地域でサービスを開始[1]。
- 1998年（平成10年）12月1日：インターネット接続サービス「スペースLAN」開始[1]。
- 2001年（平成13年）8月1日：野々市町（現在の野々市市）・内灘町でサービスを開始[1]。
- 2002年（平成14年）1月1日：社名を金沢ケーブルテレビネット株式会社（かなざわケーブルテレビネット）に変更[1]。
- 2003年（平成15年）11月1日：津幡町・川北町でサービスを開始[1]。
- 2006年（平成18年）4月3日：ニュース専門チャンネル「北國新聞ニュース24」を開設[1]。
- 2009年（平成21年）12月1日：CSハイビジョン放送の運用を開始。
- 2010年（平成22年）8月10日：ケーブルテレビ回線とKDDIの回線を利用したケーブルプラス電話のサービスを開始[3]。
- 2011年（平成23年）3月26日：金沢市香林坊の複合ビル「香林坊ラモーダ」に放送センターおよびサテライトスタジオ「まちなかスタジオ」を開設。
- 2014年（平成26年）1月1日：「北國新聞ニュース24」を「北國新聞ニュース・プラス」へチャンネル名を改称[1]。同時に「カルチャー・チャンネル」を新設。
- 2016年（平成28年）11月1日：石川県内のケーブルテレビ局では初めて格安スマホ「金澤スマホ」の販売を開始[4]。
- 2018年（平成30年）12月1日：BSの4K 8Kテレビ放送を開始。
- 2019年（平成31年・令和元年）
  - 1月1日：会社名を金沢ケーブル株式会社に変更[1][5]。同時にウェブサイトのURLを変更（HTTPS化）。
  - 4月1日：北陸電力との割引サービス「でんき&ケーブルまとめ割」を開始（北陸電力管内のケーブルテレビ事業者で初）[6]。
- 2021年（令和3年）4月1日：津幡町から津幡町ケーブルテレビ事業を譲受[1]。
- 2022年（令和4年）4月1日：志賀町から志賀町ケーブルテレビネットワーク事業を譲受[1][7][8]。
- 2025年（令和7年）4月1日：宝達志水町から自主放送設備を除いた同町ケーブルテレビ事業を譲受[9]。

## サービスエリア
現在のサービスエリアは以下のとおり（2025年時点）。なお、子会社となっている加賀ケーブルとともに、加入件数をはじめとする加入状況や世帯普及率などの各種データは公表していない。
直轄エリア
- 金沢市
- 河北郡内灘町
- 野々市市
- 能美郡川北町
- 河北郡津幡町
- 羽咋郡志賀町[7]
- 羽咋郡宝達志水町（沢川地区を除く）[注釈 1][11]

業務委託エリア
- かほく市（かほく市ケーブルテレビネットワーク）
- 鹿島郡中能登町（中能登町ケーブルテレビネットワーク）
- 七尾市（ケーブルテレビななお）※インターネットのみ

## 事業所
- 本社：石川県金沢市南町2番1号 北國新聞会館18階
- 放送センター：石川県金沢市香林坊二丁目4番30号 香林坊ラモーダ5階
  - まちなかスタジオ（エフエム石川・ラジオかなざわと共同使用）[12]：石川県金沢市香林坊二丁目4番30号 香林坊ラモーダ3階
- 志賀事務所：石川県羽咋郡志賀町末吉千古1番地4（北國新聞社志賀支局内）[7][13]

## ケーブルテレビ
凡例
- ●：各コースで視聴可能となるチャンネル
- △：別途申し込みが必要となるチャンネル

### 基本チャンネル（地上波・BS）
| 標準画質 | ハイビジョン    | 放送局・チャンネル名                   | デラックス | スーパー | ミニ |
| -------- | --------------- | -------------------------------------- | ---------- | -------- | ---- |
|          | 011             | NHK総合・金沢                          | ●          | ●        | ●    |
|          | 021             | NHK Eテレ 金沢                         | ●          | ●        | ●    |
|          | 041             | テレビ金沢                             | ●          | ●        | ●    |
|          | 051             | 北陸朝日放送                           | ●          | ●        | ●    |
|          | 061             | 北陸放送                               | ●          | ●        | ●    |
|          | 081             | 石川テレビ                             | ●          | ●        | ●    |
| 001      | 091             | 北國新聞ニュース・プラス               | ●          | ●        | ●    |
|          | 092             | ショッピング                           | ●          | ●        | ●    |
|          | 111（金沢）     | カルチャーチャンネル（金沢エリアのみ） | ●          | ●        | ●    |
|          | 101             | NHK BS                                 | ●          | ●        | ●    |
|          | 141             | BS日テレ                               | ●          | ●        | ●    |
|          | 151             | BS朝日                                 | ●          | ●        | ●    |
|          | 161             | BS-TBS                                 | ●          | ●        | ●    |
|          | 171             | BSテレ東                               | ●          | ●        | ●    |
|          | 181             | BSフジ                                 | ●          | ●        | ●    |
|          | 191             | WOWOWプライム                          | △          | △        | △    |
|          | 192             | WOWOWライブ                            | △          | △        | △    |
|          | 193             | WOWOWシネマ                            | △          | △        | △    |
|          | 200             | BS10                                   | ●          | ●        | ●    |
|          | 201             | BS10スターチャンネル                   | △          | △        | △    |
|          | 211             | BS11                                   | ●          | ●        | ●    |
|          | 222             | BS12 トゥエルビ                        | ●          | ●        | ●    |
|          | 231             | 放送大学テレビ                         | ●          | ●        | ●    |
|          | 232             | 放送大学テレビ                         | ●          | ●        | ●    |
|          | 260             | J:COM BS                               | ●          | ●        | ●    |
|          | 265             | BSよしもと                             | ●          | ●        | ●    |
|          | 009             | ときめきQ（ハイビジョン）              | ●          | ●        | ●    |
|          | 031             | 金沢コミュニティチャンネル             | ●          | ●        | ●    |
| 032      | 111（津幡）     | チャンネルつばた（津幡）               | ●          | ●        | ●    |
|          | 033             | かわきたチャンネル（川北）             | ●          | ●        | ●    |
| 034      | 111（加賀）     | アイリスねっと（加賀）                 | ●          | ●        | ●    |
| 035      | 091（宝達志水） | さくらチャンネル（宝達志水）           | ●          | ●        | ●    |
| 036      | 091（中能登）   | なかのとチャンネル（中能登）           | ●          | ●        | ●    |
| 037      | 091（かほく）   | かほくチャンネル（かほく）             | ●          | ●        | ●    |
| 038      | 091（志賀）     | しかチャンネル（志賀）                 | ●          | ●        | ●    |
|          | 039             | うちなだチャンネル（内灘）             | ●          | ●        | ●    |
| 075      |                 | 防災チャンネル                         | ●          | ●        | ●    |

### 4K放送
| チャンネル | 放送局                | デラックス | スーパー | ミニ |
| ---------- | --------------------- | ---------- | -------- | ---- |
| BS4K101    | NHK BSプレミアム4K    | ●          | ●        | ●    |
| BS4K141    | BS日テレ 4K           | ●          | ●        | ●    |
| BS4K151    | BS朝日 4K             | ●          | ●        | ●    |
| BS4K161    | BS-TBS 4K             | ●          | ●        | ●    |
| BS4K171    | BSテレ東 4K           | ●          | ●        | ●    |
| BS4K181    | BSフジ 4K             | ●          | ●        | ●    |
| BS4K211    | ショップチャンネル 4K | ●          | ●        | ●    |
| BS4K221    | 4K QVC                | ●          | ●        | ●    |
| 401        | ケーブル4K            | ●          | ●        | ●    |
| 412        | J SPORTS 1(4K)        | ●          |          |      |
| 413        | J SPORTS 2(4K)        | ●          |          |      |
| 414        | J SPORTS 3(4K)        | ●          |          |      |
| 415        | J SPORTS 4(4K)        | △          | △        | △    |

### CS放送
| 標準画質 | ハイビジョン | チャンネル名                                      | デラックス | スーパー | ミニ |
| -------- | ------------ | ------------------------------------------------- | ---------- | -------- | ---- |
| 071      |              | 情報チャンネル                                    | ●          | ●        | ●    |
|          | 102          | 日テレNEWS24                                      | ●          | ●        |      |
|          | 105          | ダンスチャンネル                                  | ●          | ●        |      |
|          | 106          | スポーツライブ+                                   | ●          |          |      |
|          | 121          | ディスカバリーチャンネル                          | ●          | ●        |      |
|          | 122          | ムービープラス                                    | ●          | ●        |      |
|          | 123          | 女性チャンネル♪LaLa TV                            | ●          | ●        |      |
|          | 124          | スーパー!ドラマTV                                 | ●          | ●        |      |
|          | 125          | 日本映画専門チャンネル                            | ●          | ●        | △    |
|          | 127          | 衛星劇場                                          | △          | △        | △    |
|          | 130          | ディズニージュニア                                | ●          | ●        | △    |
|          | 131          | Dlife                                             | ●          | ●        |      |
|          | 132          | J SPORTS 4                                        | △          | △        | △    |
|          | 133          | ザ・シネマ                                        | ●          | ●        |      |
|          | 134          | ヒストリーチャンネル 日本・世界の歴史&エンタメ    | ●          | ●        |      |
|          | 135          | チャンネル銀河 歴史ドラマ・サスペンス・日本のうた | ●          | ●        |      |
|          | 136          | テレ朝チャンネル1 ドラマ・バラエティ・アニメ      | ●          | ●        |      |
|          | 137          | フジテレビNEXT ライブ・プレミアム                 | △          | △        | △    |
|          | 138          | フジテレビONE スポーツ・バラエティ                | ●          | ●        | △    |
|          | 139          | フジテレビTWO ドラマ・アニメ                      | ●          | △        | △    |
|          | 140          | ショップチャンネル                                | ●          | ●        | ●    |
|          | 141          | ホームドラマチャンネル 韓流・時代劇・国内ドラマ   | ●          |          |      |
|          | 142          | ナショナルジオグラフィックチャンネル              | ●          | ●        |      |
|          | 143          | 旅チャンネル                                      | ●          | ●        |      |
|          | 144          | TBSチャンネル1 最新ドラマ・音楽・映画             | ●          | ●        |      |
|          | 146          | GAORA SPORTS                                      | ●          | ●        |      |
|          | 147          | スカイA                                           | ●          | ●        | △    |
|          | 148          | アクションチャンネル                              | ●          | ●        |      |
|          | 149          | アニマックス                                      | ●          | ●        |      |
|          | 150          | MTV                                               | ●          | ●        |      |
|          | 151          | 映画・チャンネルNECO                              | ●          | ●        |      |
|          | 152          | TBS NEWS                                          | ●          | ●        |      |
|          | 153          | ミステリーチャンネル                              | ●          | ●        |      |
|          | 154          | TAKARAZUKA SKY STAGE                              | △          | △        | △    |
|          | 155          | WOWOWプラス                                       | ●          | ●        | △    |
|          | 156          | スペースシャワーTV                                | ●          | ●        |      |
|          | 157          | ファミリー劇場                                    | ●          | ●        |      |
|          | 158          | J SPORTS 3                                        | ●          | ●        |      |
|          | 159          | 時代劇専門チャンネル                              | ●          | ●        | △    |
|          | 160          | MONDO TV                                          | ●          | ●        |      |
|          | 162          | MUSIC ON! TV（エムオン!）                         | ●          | ●        |      |
|          | 163          | キッズステーション                                | ●          | ●        |      |
|          | 164          | グリーンチャンネル                                | △          | △        | △    |
|          | 165          | グリーンチャンネル2                               | △          | △        | △    |
|          | 166          | 日テレジータス                                    | ●          | ●        |      |
|          | 167          | ゴルフネットワーク                                | ●          | ●        |      |
|          | 168          | J SPORTS 1                                        | ●          | ●        |      |
|          | 169          | J SPORTS 2                                        | ●          | ●        |      |
|          | 171          | カートゥーン ネットワーク                         | ●          | ●        |      |
|          | 172          | QVC                                               | ●          | ●        | ●    |
|          | 173          | 東映チャンネル                                    | △          | △        | △    |
|          | 175          | 歌謡ポップスチャンネル                            | ●          | ●        | △    |
|          | 176          | TBSチャンネル2 名作ドラマ・スポーツ・アニメ       | ●          | ●        |      |
|          | 180          | CNNj                                              | ●          | ●        |      |
|          | 183          | ディズニー・チャンネル                            | ●          | ●        | △    |
|          | 185          | 日経CNBC                                          | ●          | ●        | △    |
|          | 186          | アニマルプラネット                                | ●          | ●        |      |
|          | 188          | テレ朝チャンネル2                                 | ●          | ●        |      |
|          | 190          | 日テレプラス ドラマ・アニメ・音楽ライブ           | ●          | ●        |      |
|          | 196          | 囲碁・将棋チャンネル                              | ●          | ●        | △    |
|          | 197          | BBCワールド                                       | ●          | ●        |      |
| 276      |              | 釣りビジョン                                      | △          | △        | △    |
| 287      |              | レジャーチャンネル                                | △          | △        | △    |

CSデジタル放送チャンネル編成は日本デジタル配信を使用している。なお、かつて成人向けチャンネルのプレイボーイチャンネルを配信していたが、現在は同チャンネルを含む成人向けチャンネルは配信していない。

### FM
| MHz  | 放送局         |
| ---- | -------------- |
| 78.6 | ラジオかなざわ |
| 81.1 | エフエム石川   |
| 82.8 | NHK金沢FM      |

## 主な番組

### 自社制作番組
北國新聞ニュース・プラスでは、平日を中心に生放送のワイド番組を編成している。2014年1月からは同チャンネルにおいて、早朝・深夜帯にショップチャンネルのサイマル放送を実施している。
まちスタ330
- 月曜日から金曜日の15時30分から17時まで放送のワイド番組。祝日・年末年始は休止となる。

この人に聞く
- 放送時間が90分のトーク番組で、北國新聞ニュース・プラスおよびときめきQで放送される。

### ネット受け番組など
白山手取川ジオパーク関連番組
- あさがおテレビが制作する白山手取川ジオパークに関する旅番組。番組名は年度によって変更される。上記の番組同様、北國新聞ニュース・プラスにおいて放送される。

## 出演者

### 現在の出演者
- 南あずさ（まちスタ330）
- 富優香子（まちスタ330・金沢楽座テレビショッピング） - 金沢ケーブルのCMにも出演。

### 過去の出演者
アナウンサー
- 菊田真輝
- 久保亜希子（現北陸朝日放送アナウンサー）
- 多賀祐子[15]

キャスター・パーソナリティ
- 平山貴人（まちスタ530）
- 加藤裕（まちスタ330）
- 越村江莉（まちスタ330・金沢楽座テレビショッピング） - 金沢ケーブルのCMにも出演。
- 松岡理恵（金沢楽座テレビショッピング）
- 平見夕紀（みなさん こんにちは）

## インターネット
インターネットのサービスはエリアによって内容が異なっている。詳細は公式サイトを参照。
ケーブル光（FTTH）エリア
- ケーブル光10ギガ（金沢市中山間地域・かほく市・中能登町を除く）
- ケーブル光5ギガ（金沢市中山間地域・かほく市・中能登町を除く）
- ケーブル光2ギガ（金沢市の一部・野々市市・津幡町・内灘町）
- ケーブル光1ギガ（中能登町を除く）
- ひかり1ギガ（中能登町）
- ひかり100（かほく市・中能登町）
- ひかり20（かほく市）
- ひかり1（かほく市）

光ハイブリッド（HFC）エリア
- 光ハイブリッドMAX（宝達志水町を除く）
- 光ハイブリッド200
- 光ハイブリッド100
- 光ハイブリッド20
- 光ハイブリッドONE

## ケーブルプラス電話
KDDIのケーブルプラス電話で固定電話の番号がそのままで利用できるサービス。金沢市の一部と中能登町はエリア外となっている。

## 格安スマホ
2016年11月1日から、石川県内のケーブルテレビ局としては初めて格安スマホ「金澤スマホ」の販売を開始した。KDDI（au）ならびにNTTドコモの回線を利用してサービスを提供するものである。番号ポータビリティに対応しており、データ通信のみのプランなどが選択できる。対応機種などサービスの詳細は、金澤スマホのウェブサイトを参照。

## 不祥事
2016年10月19日に、危険ドラッグ（ラッシュ）をアメリカから密輸したとして当時の金沢ケーブルテレビネット代表取締役社長（当時60歳）が石川県警察に医薬品医療機器等法の疑いで逮捕された。この社長は北國新聞社取締役も兼務していたが、逮捕された19日付で辞任した。この事件を受けて、金沢市と七尾市は競争入札参加資格の指名停止処分を金沢ケーブルテレビネットに通知した。

## 関連会社
- 加賀ケーブル（連結子会社）

## 業務委託・番組配信局
いずれも2023年時点。
業務委託局
- 宝達志水町ケーブルテレビ
- 中能登町ケーブルテレビネットワーク
- かほく市ケーブルテレビネットワーク
- ケーブルテレビななお

番組配信局
北國新聞ニュース・プラスで放送される番組の配信を受けているケーブルテレビ局は以下のとおり。
- あさがおテレビ
- 輪島市ケーブルテレビ
- 能越ケーブルネット（石川県内のみ）
- 能登町有線テレビ放送